# Dupuis Frères
 (septembre 2023).
Pour les articles homonymes, voir Dupuis (homonymie).

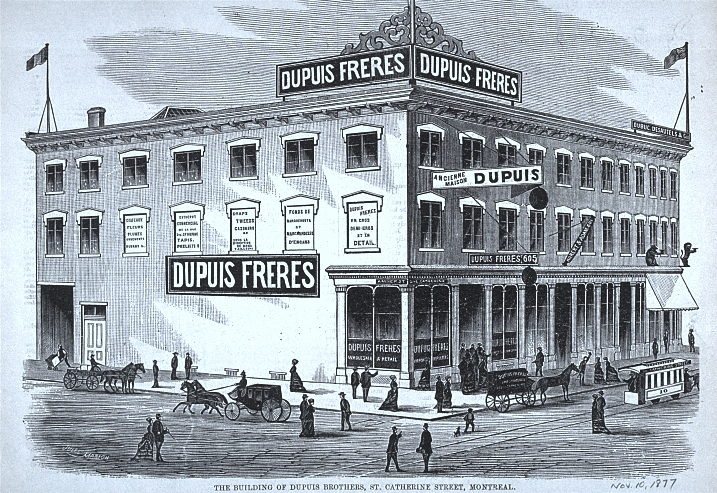
Dupuis Frères, 1877

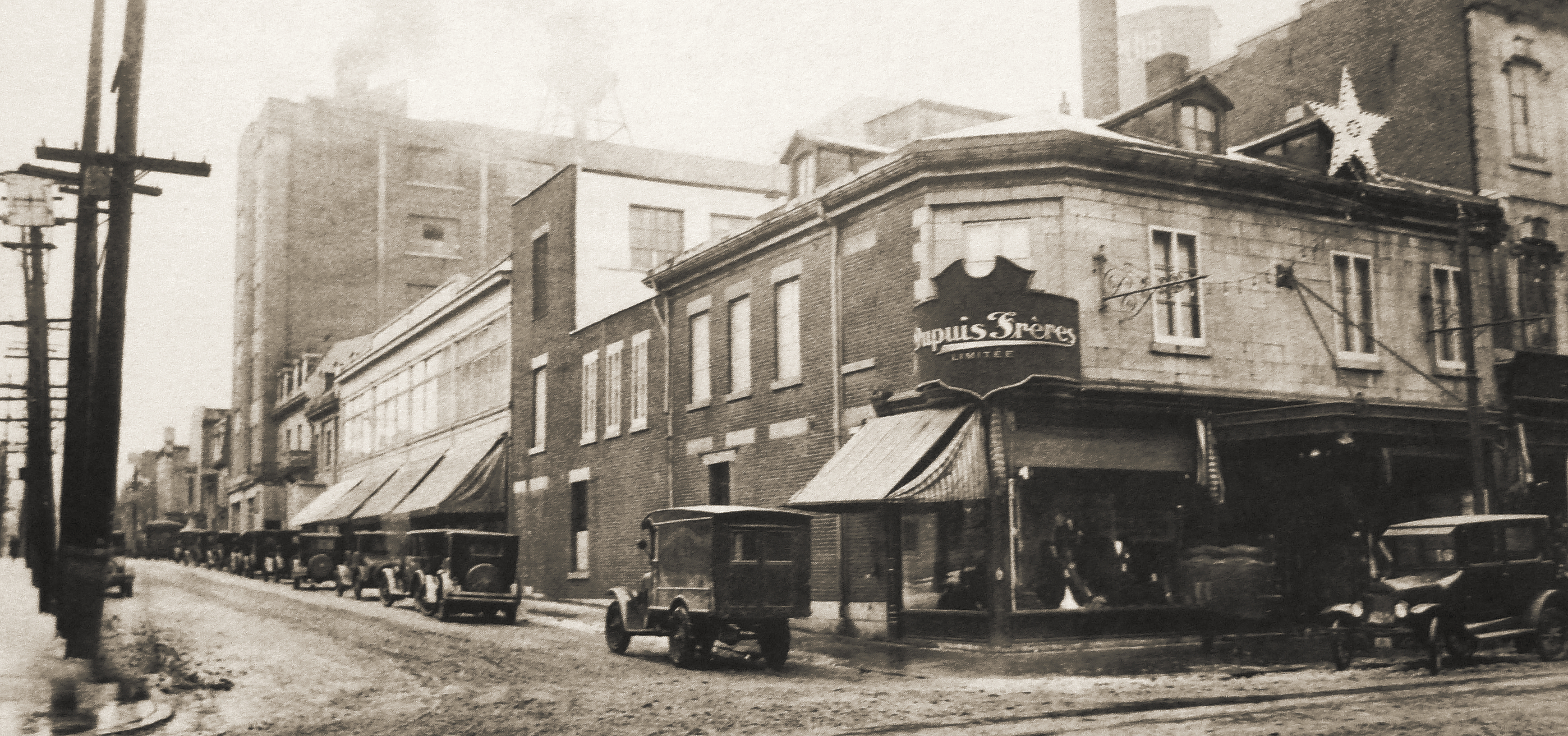
Dupuis Frères, vers 1920

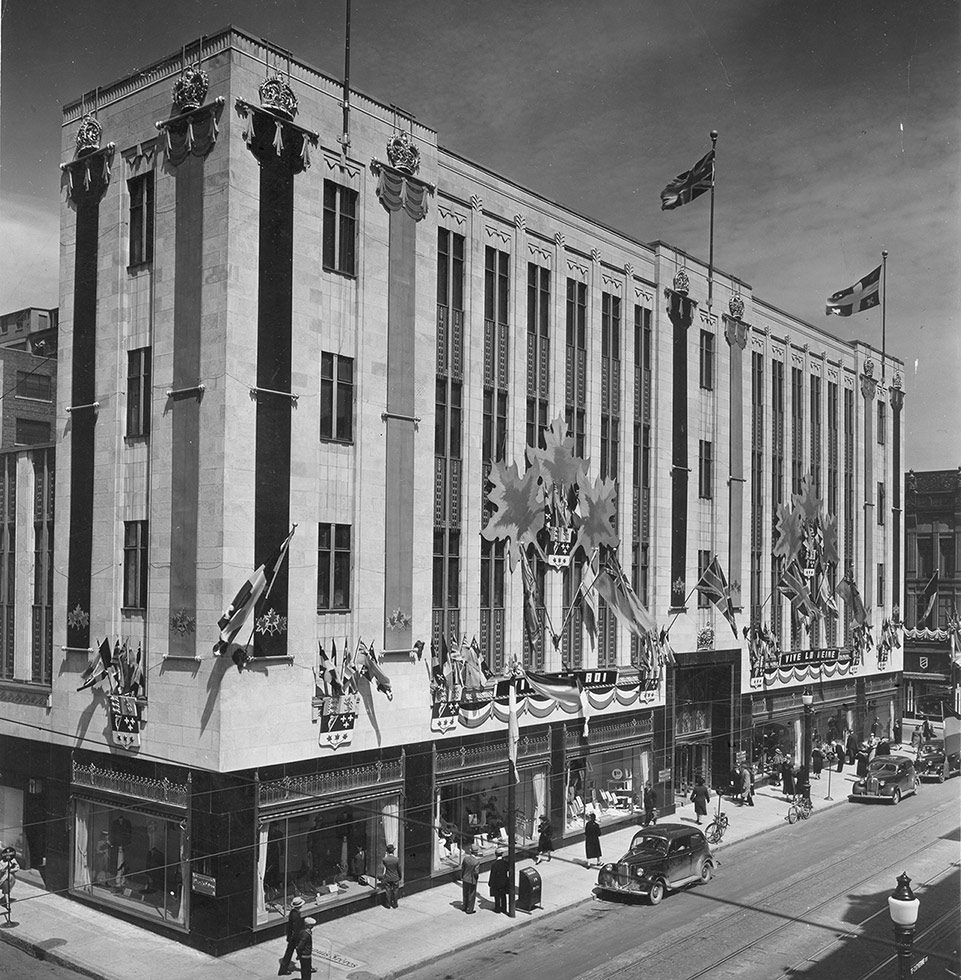
Dupuis Frères, en 1939

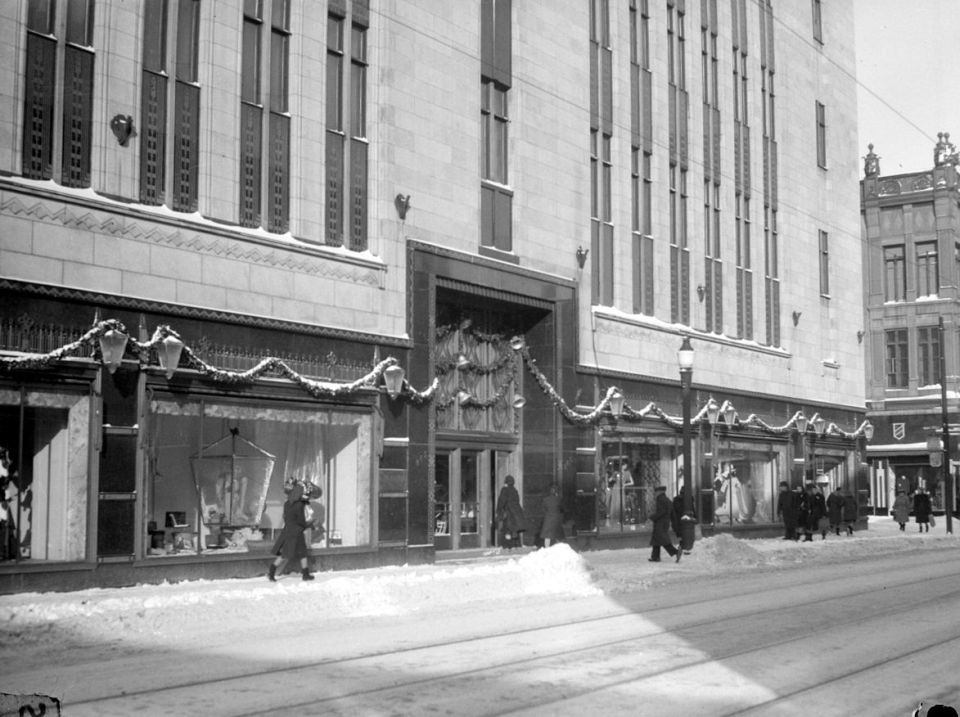
Dupuis Frères à Noël, 1946

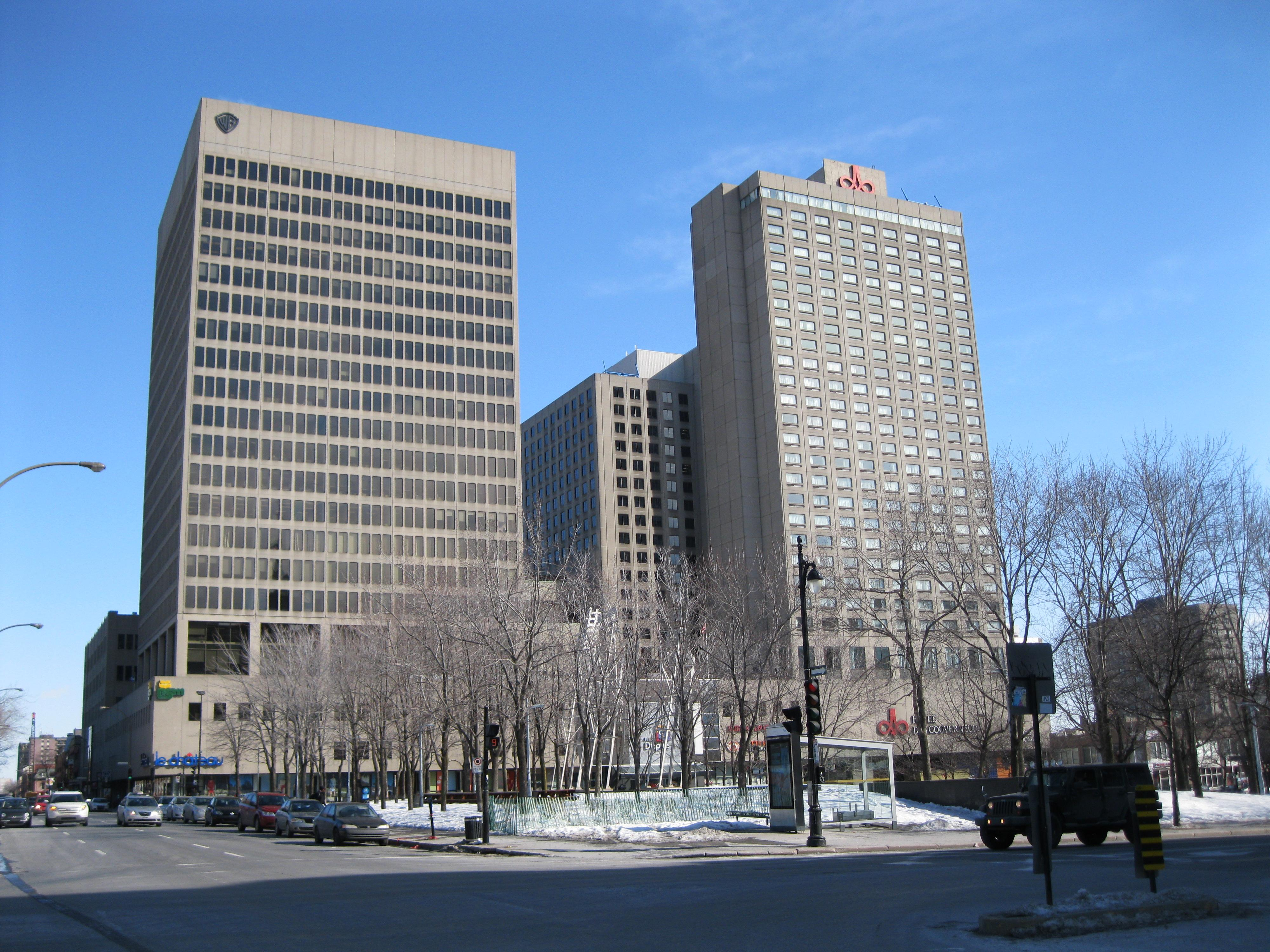
Place Dupuis, 2014

Dupuis Frères était un grand magasin à rayons de la rue Sainte-Catherine est, à Montréal (Québec). Le magasin, fondé en 1868 par Nazaire Dupuis, ferme ses portes en 1978.  Dupuis Frères était un symbole de la réussite économique canadienne-française à une époque ou l'économie de Montréal était dominée par les Anglais.

## Histoire
Le 28 avril 1868, Nazaire Dupuis ouvre un petit magasin de nouveautés au 865 rue Sainte-Catherine est, à Montréal. Il parvient à intéresser plusieurs de ses frères à son commerce, qu'il appele Dupuis Frères en 1870. Malgré la crise économique de 1872, l'entreprise continue à prospérer.
En 1876, à la suite du décès de Nazaire Dupuis, la famille participera directement à la gestion de l'entreprise.  
Le magasin déménage quelques fois avant de s'installer définitivement en 1882 au coin des rues Saint-André et Sainte-Catherine, où il demeure jusqu'à sa fermeture en 1978. 
En 1924, Albert Dupuis devient président de l'entreprise jusqu'à sa mort en 1945. Son fils Raymond prend la relève.
Dans les années 1950, environ 1 500 personnes travaillent au sein de l'entreprise.
Le déclin du magasin s'est amorcé en 1952 avec la grève d'une importante majorité des employés. La grève chez Dupuis Frère dure 13 semaines et se termine avec la victoire des employés (pour la plupart des femmes) et de la Confédération des travailleurs catholiques du Canada. Un lock-out en 1976, ainsi que des problèmes financiers, mènent à la faillite de cette célèbre institution montréalaise et à sa fermeture en janvier 1978.
Pendant 110 ans, ce grand magasin canadien-français a été l'un des plus importants de Montréal. Il a eu une grande influence sur le développement du commerce dans la partie Est de la ville.

## Place Dupuis
Les lieux sont aujourd'hui le site d'un complexe multifonctionnel. En 1972, le centre commercial Place Dupuis a été ouvert pour compléter le développement de l'îlot entourant le magasin. Deux tours de bureaux ainsi que l'hôtel Gouverneur (maintenant un hotel Hyatt) Place Dupuis s'y sont ajoutés en 1973 et 1974. Enfin, à la suite de la fermeture du magasin Dupuis en 1978, le bâtiment l'abritant a été redéveloppé pour créer l'immeuble de bureaux Les Atriums, ouvert en 1981.
Le 2 octobre 2023, une gigantesque œuvre murale rendant hommage à l'artiste Françoise Sullivan est inaugurée du côté de l'hôtel Hyatt, faisant partie du complexe. Intitulé Damiers 2023, l'œuvre est 108 mètres de hauteur et comprend 33 carrés de couleur. La murale fait partie d’une collection fait par les muralistes de MU qui rend hommage aux bâtisseurs culturels montréalais,.

## Influence sur la culture
On retrouve le terme Dupuis Frères dans la chanson "23 décembre" du groupe Beau Dommage. Robert Charlebois parle également du fameux magasin dans sa chanson "Québec Love". Dans une publicité de Sonnet Assurances, on retrouve la mention de Dupuis Frères avec en autre vedette les joueurs de hockey Jonathan Drouin, Doug Gilmour et l’ancien entraîneur des Canadiens de Montréal, Mario Tremblay.

## Source
- DUPUIS FRÈRES, le magasin du peuple : plus d'un siècle de fierté québécoise, par Josette Dupuis-Leman,  Éd. Stanké, 2001